# Nanaimo bar

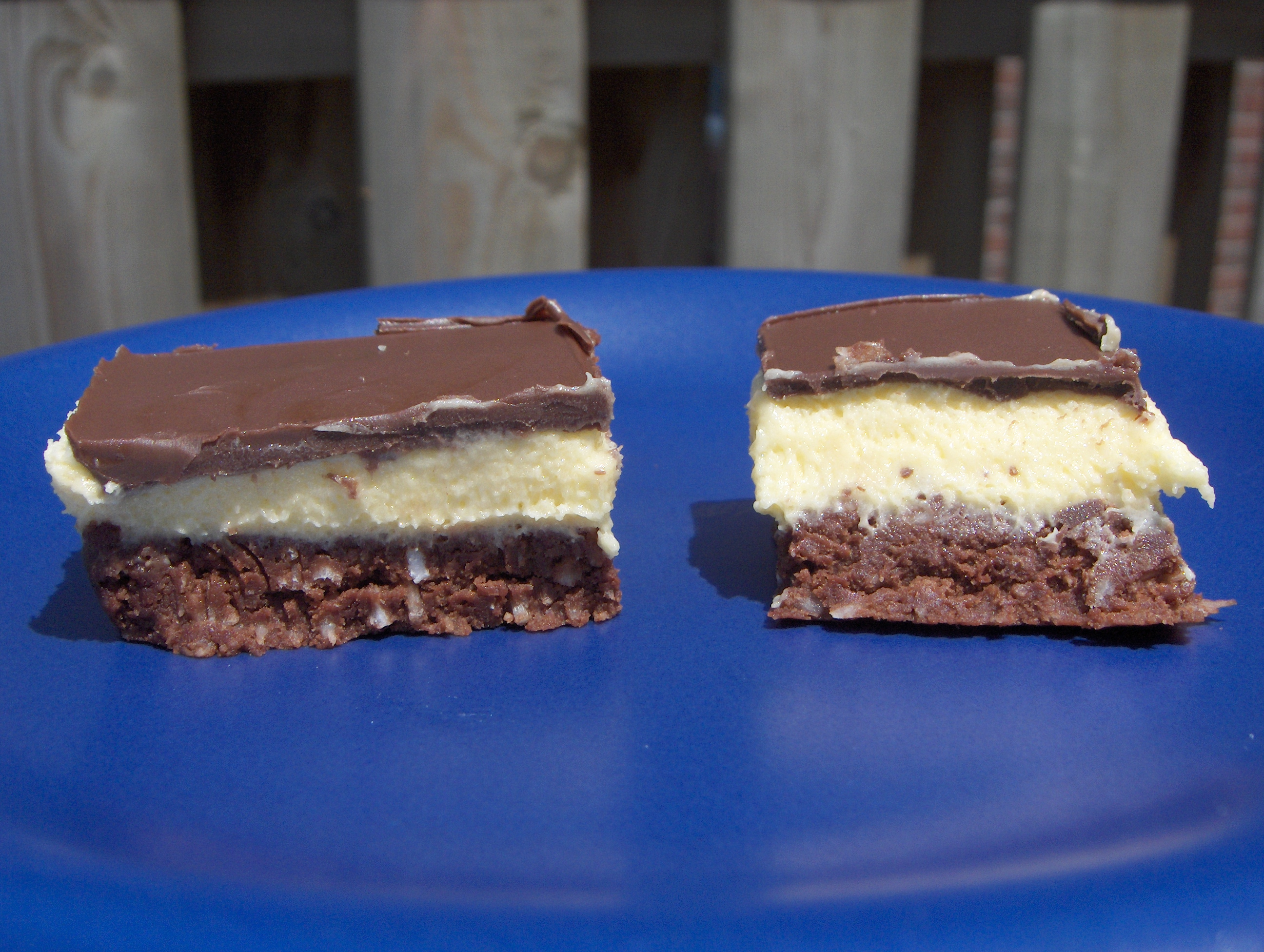

Der Nanaimo Bar (nəˈnaɪmoʊ bar), auch Mabel's Squares genannt, ist ein Dessert in Form eines Riegels oder schmalen Kuchenstücks, das nicht gebacken wird. Er ist nach der kanadischen Stadt Nanaimo in British Columbia benannt und besteht aus drei Schichten: einer Oblate mit Nüssen (Walnüsse, Mandeln oder Pecannüsse) und Kokosraspel als Grundlage; gefrorenem Custard in der Mitte; einer Schicht Schoko-Ganache als Decke. Da es unterschiedliche Typen der Grundlage, verschiedene Geschmacksrichtungen für das Eis (wie Erdnussbutter, Kokos, Caffè mocha) sowie verschiedene Sorten Schokolade gibt, sind die Variationen vielfältig.

## Herkunft
Das nachweislich erste gedruckte Rezept, das die Bezeichnung „Nanaimo bars“ verwendet, erschien 1953 in der 14. Auflage von Edith Adams' Prize Cookbook. 1 Auf der Suche nach den Ursprüngen der Nanaimo Bars schrieb die Autorin und Geografin Lenore Newman, dass dasselbe Rezept unter dem Namen „London Fog Bar“ schon früher in der Vancouver Sun veröffentlicht wurde. Das Rezept taucht auch 1957 in der Publikation His/Her Favourite Recipes (dt.: „Ihre/Seine beliebtesten Rezepte“), zusammengestellt von der Women's Association of the Brechin United Church 2, auf. Das Rezept wurde von der aus Baltimore stammenden Joy Wilgress beigesteuert.
Ein Rezept „Mabel's Squares“ wurde 1954 in The Country Woman's Favourite durch das Upper Gloucester Women's Institute (New Brunswick) veröffentlicht. Das Rezept wurde von Mrs. Harold Payne, der Tochter von Mabel (Knowles) Scott (1883–1957), beigesteuert. 3
Das angeblich erste gedruckte Rezept mit den Zutaten eines Nanaimo Bar wurde in dem 1952 erschienenen Women's Auxiliary to the Nanaimo Hospital Cookbook entdeckt, das drei nahezu identische Rezepte enthält, die nur leicht von den modernen Nanaimo Bars abweichen. Sie werden dort als Chocolate Square oder Chocolate Slice bezeichnet.
Andere nicht bestätigte Quellen datieren den Ursprung der Riegel auf die 1930er Jahre, als sie örtlich als Chocolate Fridge Cake bekannt wurden. Eine moderne Quelle erwähnt die Existenz der Riegel im Nanaimo des 19. Jahrhunderts.

## Popularität

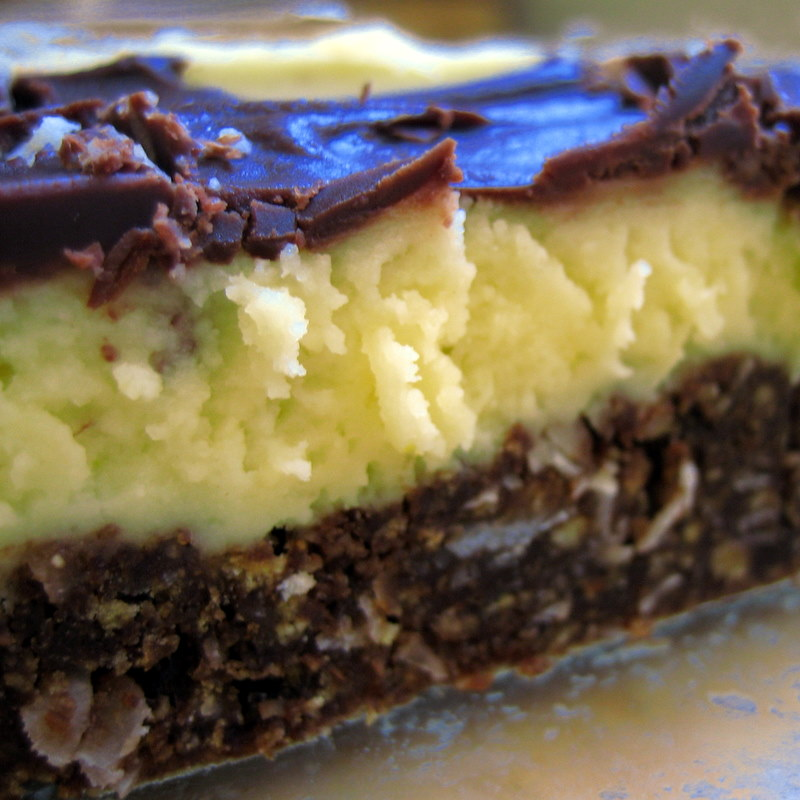
Nahaufnahme

Die Popularität des Riegels in Nanaimo führte dazu, dass die Einwohner der Stadt das Dessert in einer Leserumfrage der National Post zu „Canada's Favourite Confection“ wählten. Bürgermeister Graeme Roberts initiierte 1985 einen Wettbewerb, um das ultimatative Rezept für einen Nanaimo Bar zu ermitteln. Das von Joyce Hardcastle, einer Einwohnerin von Nanaimo, eingereichte Rezept wurde von einer Jury einstimmig gewählt. Der Nanaimo Bar wurde landesweit bekannt, nachdem er auf der Expo 86 als klassisches kanadisches Dessert angepriesen wurde.

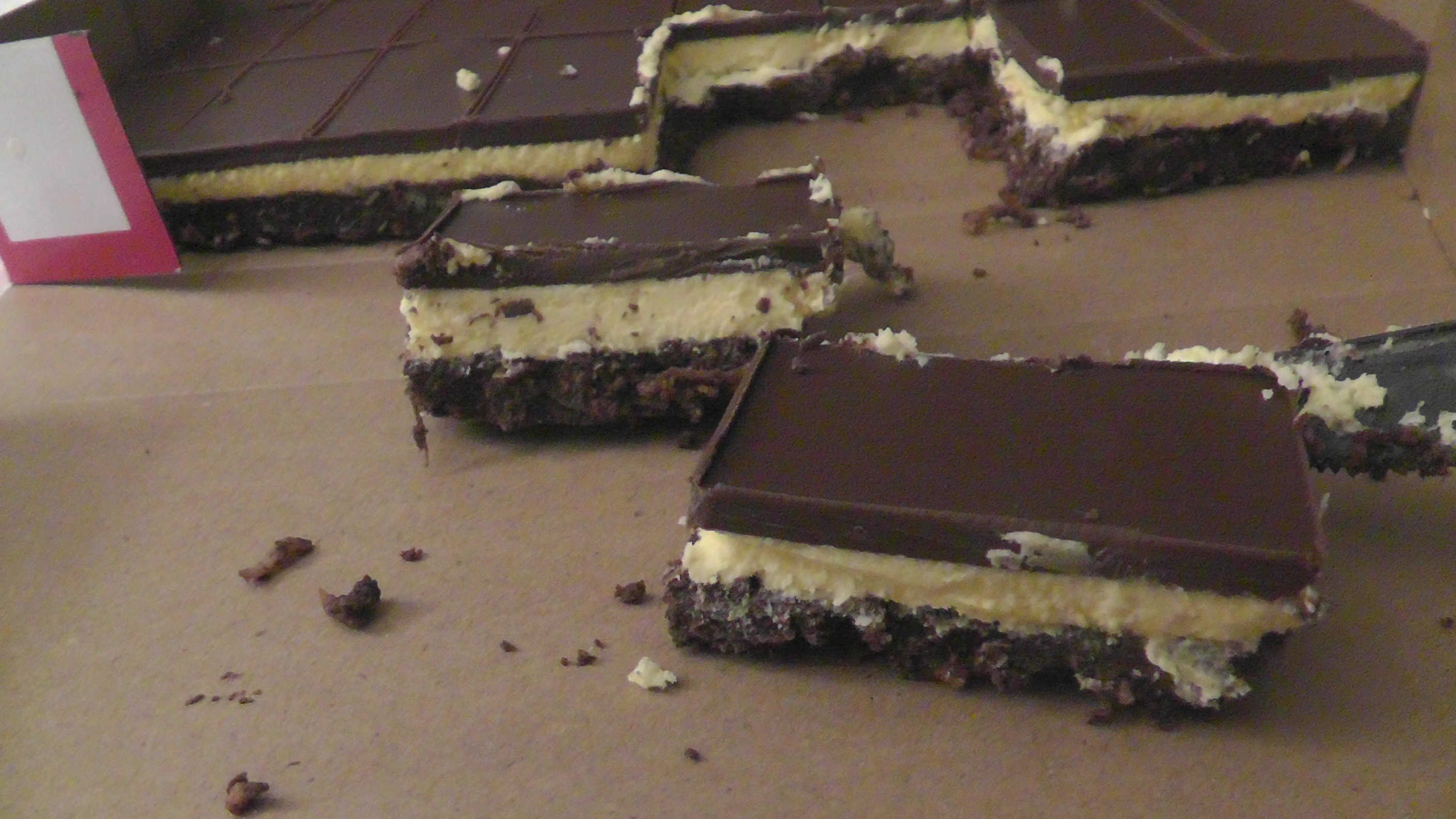
Ein Blech mit Nanaimo Bars des M&M Food Market mit einigen aufgeschnittenen Stücken

Rezepte für ähnliche Desserts finden sich an verschiedenen Orten und mit unterschiedlichen Namen in Nordamerika und Europa. Die Bezeichnung „Nanaimo Bar“ ist kanadisch und erscheint im Canadian Oxford Dictionary, aber nicht in Versionen des Werkes zu anderen Dialekten.
Eine Folge der ersten Staffel des im Fernsehen ausgetragenen Kochwettbewerbs MasterChef Canada handelt von einer Herausforderung für die Teilnehmer, ein durch die Nanaimo Bars inspiriertes Dessert zu schaffen, das unter drei kanadischen Desserts ausgewählt wurde.
Ein Staatsbankett zu Ehren des kanadischen Premierministers Justin Trudeau führte 2016 Nanaimo Bars als Haupt-Dessert. Das kunstvolle Bankett des damaligen US-Präsidenten Barack Obama und seiner Frau Michelle, bestand aus einer Zusammenstellung US-amerikanischer und kanadischer Gerichte. Die Nanaimo Bars wurde auf einer von den Rocky Mountains inspirierten Platte präsentiert.
Im April 2019 vertrieb die Canada Post ein kanadischen Desserts und Süßigkeiten gewidmetes Heftchen mit Briefmarken. Das Heftchen mit zehn Marken enthielt Motive von Nanaimo Bar, Butter-Tarte, tarte au sucre (Zuckerkuchen), Blaubeer-Cobbler und Saskatoon Berry Pie. Die Canada Post beschreibt die Marken als „spaßig“; das Heftchen enthielt auch eine Rezept-Karte. Das Motiv mit dem Nanaimo Bar zog einige Kritik auf sich wegen der Relationen „der brüchigen Grundlage, der Custard-Füllung und der gefrorenen Ganache“ untereinander.